# Blancpain Endurance Series 2011
Sezon 2011 Blancpain Endurance Series – pierwsza edycja serii wyścigowej Blancpain Endurance Series. Sezon rozpoczął się 17 kwietnia na Monzy, a zakończył się 9 października na Silverstone Circuit, po rozegraniu 5 rund. Tytuł mistrzowski wśród kierowców po raz pierwszy zdobył Greg Franchi, natomiast mistrzostwo wśród zespołów przypadło zespołowi Belgian Audi ClubWRT. Mistrzostwo kierowców Pro-Am Cup zdobyli Niek Hommerson i Louis Machiels, mistrzostwo zespołów Pro-Am Cup Vita4One, triumfatorami w klasyfikacji Gentlemen wśród kierowców został Georges Cabannes, mistrzostwo zespołów Gentelmen zdobyli Ruffier Racing, triumfatorami w klasyfikacji GT4 wśród kierowców zostali Alex Buncombe, Jordan Tresson i Christopher Ward, mistrzostwo zespołów Gentelmen zdobyli RJN Motorsport.

## Lista startowa
| Zespół                         | Klasa                | Samochód                       | Nr  | Kierowcy                     | Rund      |
| ------------------------------ | -------------------- | ------------------------------ | --- | ---------------------------- | --------- |
| Vita4One                       | GT3 Pro              | Ferrari 458 Italia GT3         | 1   | Frank Kechele                | 1–2, 4–5  |
| Vita4One                       | GT3 Pro              | Ferrari 458 Italia GT3         | 1   | Nico Verdonck                | Wszystkie |
| Vita4One                       | GT3 Pro              | Ferrari 458 Italia GT3         | 1   | Eric van de Poele            | 3         |
| Vita4One                       | GT3 Pro              | Ferrari 458 Italia GT3         | 1   | Jean-Karl Vernay             | 3–4       |
| Vita4One                       | GT3 Pro              | Ferrari 458 Italia GT3         | 1   | Matteo Bobbi                 | 5         |
| Vita4One                       | GT3 Pro              | Ferrari 458 Italia GT3         | 1   | Michael Bartels              | 1–2       |
| Vita4One                       | GT3 Pro-Am           | Ferrari 458 Italia GT3         | 2   | Michael Bartels              | 3, 5      |
| Vita4One                       | GT3 Pro-Am           | Ferrari 458 Italia GT3         | 2   | Niek Hommerson               | Wszystkie |
| Vita4One                       | GT3 Pro-Am           | Ferrari 458 Italia GT3         | 2   | Louis Machiels               | Wszystkie |
| Vita4One                       | GT3 Pro-Am           | Ferrari 458 Italia GT3         | 2   | Paul van Splunteren          | 1, 4      |
| Vita4One                       | GT3 Pro-Am           | Ferrari 458 Italia GT3         | 2   | Andrea Bertolini             | 3         |
| Vita4One                       | GT3 Pro              | Ferrari 458 Italia GT3         | 29  | Matteo Bobbi                 | 3         |
| Vita4One                       | GT3 Pro              | Ferrari 458 Italia GT3         | 29  | Frank Kechele                | 3         |
| Vita4One                       | GT3 Pro              | Ferrari 458 Italia GT3         | 29  | Giacomo Petrobelli           | 3, 5      |
| Vita4One                       | GT3 Pro              | Ferrari 458 Italia GT3         | 29  | Michael Bartels              | 4         |
| Vita4One                       | GT3 Pro              | Ferrari 458 Italia GT3         | 29  | Martin Matzke                | 4         |
| Vita4One                       | GT3 Pro              | Ferrari 458 Italia GT3         | 29  | Filip Salaquarda             | 4–5       |
| Vita4One                       | GT3 Pro              | Ferrari 458 Italia GT3         | 29  | Carlos Iaconelli             | 5         |
| Hexis AMR                      | GT3 Pro              | Aston Martin DBRS9             | 3   | Julien Rodrigues             | Wszystkie |
| Hexis AMR                      | GT3 Pro              | Aston Martin DBRS9             | 3   | Yann Clairay                 | 1–4       |
| Hexis AMR                      | GT3 Pro              | Aston Martin DBRS9             | 3   | Pierre-Brice Mena            | 1–4       |
| Hexis AMR                      | GT3 Pro              | Aston Martin DBRS9             | 3   | Laurent Cazenave             | 5         |
| Hexis AMR                      | GT3 Pro              | Aston Martin DBRS9             | 3   | Stef Dusseldorp              | 5         |
| Hexis AMR                      | GT3 Pro              | Aston Martin DBRS9             | 4   | Frédéric Makowiecki          | Wszystkie |
| Hexis AMR                      | GT3 Pro              | Aston Martin DBRS9             | 4   | Henri Moser                  | Wszystkie |
| Hexis AMR                      | GT3 Pro              | Aston Martin DBRS9             | 4   | Gilles Vannelet              | 1–2, 4    |
| Hexis AMR                      | GT3 Pro              | Aston Martin DBRS9             | 4   | Stef Dusseldorp              | 3         |
| Hexis AMR                      | GT3 Pro              | Aston Martin DBRS9             | 4   | Yann Clairay                 | 5         |
| Team Rhino's Leipert           | GT3 Pro-Am           | Lamborghini Gallardo LP600 GT3 | 6   | Duarte Félix da Costa        | Wszystkie |
| Team Rhino's Leipert           | GT3 Pro-Am           | Lamborghini Gallardo LP600 GT3 | 6   | Lourenço da Veiga            | Wszystkie |
| Team Rhino's Leipert           | GT3 Pro-Am           | Lamborghini Gallardo LP600 GT3 | 6   | Ricardo Bravo                | Wszystkie |
| Team Rhino's Leipert           | GT3 Pro-Am           | Lamborghini Gallardo LP600 GT3 | 6   | Mika Vahamaki                | 3         |
| Team Rhino's Leipert           | GT3 Pro-Am           | Lamborghini Gallardo LP600 GT3 | 7   | Olivier Tielemans            | 1–2       |
| Team Rhino's Leipert           | GT3 Pro-Am           | Lamborghini Gallardo LP600 GT3 | 7   | Mika Vahamaki                | 1–2       |
| Team Rhino's Leipert           | GT3 Pro-Am           | Lamborghini Gallardo LP600 GT3 | 7   | Niki Lanik                   | 1         |
| Team Rhino's Leipert           | GT3 Pro-Am           | Lamborghini Gallardo LP600 GT3 | 7   | Dennis Vollmair              | 2         |
| Team Rhino's Leipert           | GT3 Pro-Am           | Lamborghini Gallardo LP600 GT3 | 7   | José Manuel Balbiani         | 5         |
| Team Rhino's Leipert           | GT3 Pro-Am           | Lamborghini Gallardo LP600 GT3 | 7   | Alejandro Chahwan            | 5         |
| Team Rhino's Leipert           | GT3 Pro-Am           | Lamborghini Gallardo LP600 GT3 | 7   | Sebastián Martínez           | 5         |
| GPR AMR                        | GT3 Pro-Am           | Aston Martin DBRS9             | 8   | Eddy Renard                  | 1–3       |
| GPR AMR                        | GT3 Pro-Am           | Aston Martin DBRS9             | 8   | Ludovic Sougnez              | 1–2       |
| GPR AMR                        | GT3 Pro-Am           | Aston Martin DBRS9             | 8   | Christian Kelders            | 1         |
| GPR AMR                        | GT3 Pro-Am           | Aston Martin DBRS9             | 8   | Jonathan Hirschi             | 2         |
| GPR AMR                        | GT3 Pro-Am           | Aston Martin DBRS9             | 8   | Tomáš Enge                   | 3         |
| GPR AMR                        | GT3 Pro-Am           | Aston Martin DBRS9             | 8   | Gavin Pickering              | 3         |
| GPR AMR                        | GT3 Pro-Am           | Aston Martin DBRS9             | 8   | Jan Stoviček                 | 3         |
| GPR AMR                        | GT3 Gentlemen Trophy | Aston Martin DBRS9             | 78  | Pierre Grivegnee             | 3         |
| GPR AMR                        | GT3 Gentlemen Trophy | Aston Martin DBRS9             | 78  | Alex van de Poele            | 3         |
| GPR AMR                        | GT3 Gentlemen Trophy | Aston Martin DBRS9             | 78  | Jean-Pierre Vandewauwer      | 3         |
| GPR AMR                        | GT4                  | Aston Martin V8 Vantage GT4    | 88  | Giuseppe de Pasquale         | 1–2       |
| GPR AMR                        | GT4                  | Aston Martin V8 Vantage GT4    | 88  | Raffaele Sangiuolo           | 1–2       |
| GPR AMR                        | GT4                  | Aston Martin V8 Vantage GT4    | 88  | Léonard Vernet               | 1         |
| GPR AMR                        | GT4                  | Aston Martin V8 Vantage GT4    | 88  | Philippe „Brody” Broodcoren  | 2         |
| Autorlando Sport               | GT3 Pro              | Porsche 997 GT3-R              | 9   | Gianluca Roda                | Wszystkie |
| Autorlando Sport               | GT3 Pro              | Porsche 997 GT3-R              | 9   | Raffaele Giammaria           | Wszystkie |
| Autorlando Sport               | GT3 Pro              | Porsche 997 GT3-R              | 9   | Paolo Ruberti                | Wszystkie |
| SOFREV ASP                     | GT3 Pro              | Ferrari 458 Italia GT3         | 10  | Patrice Goueslard            | 1–4       |
| SOFREV ASP                     | GT3 Pro              | Ferrari 458 Italia GT3         | 10  | Julien Jousse                | 1–4       |
| SOFREV ASP                     | GT3 Pro              | Ferrari 458 Italia GT3         | 10  | Jérôme Policand              | 1–2, 4    |
| SOFREV ASP                     | GT3 Pro              | Ferrari 458 Italia GT3         | 10  | Olivier Pla                  | 3         |
| SOFREV ASP                     | GT3 Pro-Am           | Ferrari 458 Italia GT3         | 20  | Ludovic Badey                | Wszystkie |
| SOFREV ASP                     | GT3 Pro-Am           | Ferrari 458 Italia GT3         | 20  | Jean-Luc Beaubélique         | Wszystkie |
| SOFREV ASP                     | GT3 Pro-Am           | Ferrari 458 Italia GT3         | 20  | Franck Morel                 | Wszystkie |
| SOFREV ASP                     | GT3 Pro-Am           | Ferrari 458 Italia GT3         | 20  | Guillaume Moreau             | 3         |
| United Autosports              | GT3 Pro-Am           | Audi R8 LMS                    | 11  | Matt Bell                    | 3         |
| United Autosports              | GT3 Pro-Am           | Audi R8 LMS                    | 11  | Mark Blundell                | 3         |
| United Autosports              | GT3 Pro-Am           | Audi R8 LMS                    | 11  | Eddie Cheever                | 3         |
| United Autosports              | GT3 Pro-Am           | Audi R8 LMS                    | 11  | Mark Patterson               | 3         |
| United Autosports              | GT3 Pro-Am           | Audi R8 LMS                    | 12  | Alain Li                     | 3         |
| United Autosports              | GT3 Pro-Am           | Audi R8 LMS                    | 12  | Arie Luyendyk                | 3         |
| United Autosports              | GT3 Pro-Am           | Audi R8 LMS                    | 12  | Richard Meins                | 3         |
| United Autosports              | GT3 Pro-Am           | Audi R8 LMS                    | 12  | Henri Richard                | 3         |
| United Autosports              | GT3 Pro-Am           | Audi R8 LMS                    | 23  | Zak Brown                    | 3         |
| United Autosports              | GT3 Pro-Am           | Audi R8 LMS                    | 23  | Richard Dean                 | 3         |
| United Autosports              | GT3 Pro-Am           | Audi R8 LMS                    | 23  | Johnny Herbert               | 3         |
| United Autosports              | GT3 Pro-Am           | Audi R8 LMS                    | 23  | Stefan Johansson             | 3         |
| KRK Racing Team Holland        | GT3 Pro              | Mercedes-Benz SLS AMG GT3      | 15  | Mike Hezemans                | 3         |
| KRK Racing Team Holland        | GT3 Pro              | Mercedes-Benz SLS AMG GT3      | 15  | Anthony Kumpen               | 3         |
| KRK Racing Team Holland        | GT3 Pro              | Mercedes-Benz SLS AMG GT3      | 15  | Koen Wauters                 | 3         |
| KRK Racing Team Holland        | GT3 Pro-Am           | Mercedes-Benz SLS AMG GT3      | 16  | Bernhard van Oranje          | 3         |
| KRK Racing Team Holland        | GT3 Pro-Am           | Mercedes-Benz SLS AMG GT3      | 16  | Dennis Retera                | 3         |
| KRK Racing Team Holland        | GT3 Pro-Am           | Mercedes-Benz SLS AMG GT3      | 16  | Marius Ritskes               | 3         |
| KRK Racing Team Holland        | GT3 Pro-Am           | Mercedes-Benz SLS AMG GT3      | 16  | Raf Vanthoor                 | 3         |
| De Lorenzi Racing              | GT3 Pro-Am           | Porsche 997 GT3-R              | 18  | Gianluca de Lorenzi          | 1–4       |
| De Lorenzi Racing              | GT3 Pro-Am           | Porsche 997 GT3-R              | 18  | Alessandro Bonetti           | 1–4       |
| De Lorenzi Racing              | GT3 Pro-Am           | Porsche 997 GT3-R              | 18  | Stefano Borghi               | 1–2       |
| De Lorenzi Racing              | GT3 Pro-Am           | Porsche 997 GT3-R              | 18  | Lorenzo Bontempelli          | 3         |
| De Lorenzi Racing              | GT3 Pro-Am           | Porsche 997 GT3-R              | 18  | Beniamino Caccia             | 3         |
| De Lorenzi Racing              | GT3 Gentlemen Trophy | Porsche 997 GT3 Cup            | 36  | Sergio Negroni               | Wszystkie |
| De Lorenzi Racing              | GT3 Gentlemen Trophy | Porsche 997 GT3 Cup            | 36  | Luigi Emiliani               | 1–2, 4–5  |
| De Lorenzi Racing              | GT3 Gentlemen Trophy | Porsche 997 GT3 Cup            | 36  | Marco Cassera                | 1–2, 4–5  |
| De Lorenzi Racing              | GT3 Gentlemen Trophy | Porsche 997 GT3 Cup            | 36  | Giorgio Piodi                | 3         |
| De Lorenzi Racing              | GT3 Gentlemen Trophy | Porsche 997 GT3 Cup            | 36  | Roberto Fecchio              | 3         |
| De Lorenzi Racing              | GT3 Gentlemen Trophy | Porsche 997 GT3 Cup            | 36  | Stefano Crotti               | 3         |
| De Lorenzi Racing              | GT3 Gentlemen Trophy | Porsche 997 GT3 Cup S          | 37  | Giorgio Piodi                | 1–2, 4    |
| De Lorenzi Racing              | GT3 Gentlemen Trophy | Porsche 997 GT3 Cup S          | 37  | Stefano Bianconi             | 1–2       |
| De Lorenzi Racing              | GT3 Gentlemen Trophy | Porsche 997 GT3 Cup S          | 37  | Sergio Parato                | 1         |
| De Lorenzi Racing              | GT3 Gentlemen Trophy | Porsche 997 GT3 Cup S          | 37  | Stefano Villa                | 2, 4      |
| De Lorenzi Racing              | GT3 Gentlemen Trophy | Porsche 997 GT3 Cup S          | 37  | Matteo Milani                | 4         |
| De Lorenzi Racing              | GT4                  | Ginetta G50 Cup                | 73  | Piero Limonta                | 1–2       |
| De Lorenzi Racing              | GT4                  | Ginetta G50 Cup                | 73  | Fabrizio Ferrari             | 1–2       |
| De Lorenzi Racing              | GT4                  | Ginetta G50 Cup                | 73  | Alberto Viglione             | 1         |
| De Lorenzi Racing              | GT4                  | Ginetta G50 Cup                | 73  | Diego Alessi                 | 2         |
| Level Racing                   | GT3 Gentlemen Trophy | Porsche 997 GT3 Cup S          | 19  | Philippe „Brody” Broodcoren  | 1, 3–5    |
| Level Racing                   | GT3 Gentlemen Trophy | Porsche 997 GT3 Cup S          | 19  | Cyril Calmon                 | 1         |
| Level Racing                   | GT3 Gentlemen Trophy | Porsche 997 GT3 Cup S          | 19  | Christoff Corten             | 3, 5      |
| Level Racing                   | GT3 Gentlemen Trophy | Porsche 997 GT3 Cup S          | 19  | Kurt Dujardin                | 3         |
| Level Racing                   | GT3 Gentlemen Trophy | Porsche 997 GT3 Cup S          | 19  | Mathijs Harkema              | 3–5       |
| Level Racing                   | GT3 Gentlemen Trophy | Porsche 997 GT3 Cup S          | 19  | Pierre-Yves Rosoux           | 4         |
| Sport Garage                   | GT3 Gentlemen Trophy | Ferrari 430 Scuderia GT3       | 22  | Lionel Comole                | Wszystkie |
| Sport Garage                   | GT3 Gentlemen Trophy | Ferrari 430 Scuderia GT3       | 22  | Philip Shearer               | 1–2       |
| Sport Garage                   | GT3 Gentlemen Trophy | Ferrari 430 Scuderia GT3       | 22  | Amandine Foulard             | 1–2       |
| Sport Garage                   | GT3 Gentlemen Trophy | Ferrari 430 Scuderia GT3       | 22  | André-Alain Corbel           | 3         |
| Sport Garage                   | GT3 Gentlemen Trophy | Ferrari 430 Scuderia GT3       | 22  | Thomas Duchêne               | 3         |
| Sport Garage                   | GT3 Gentlemen Trophy | Ferrari 430 Scuderia GT3       | 22  | Eric Vaissière               | 3         |
| Sport Garage                   | GT3 Gentlemen Trophy | Ferrari 430 Scuderia GT3       | 22  | Romain Brandela              | 4         |
| Sport Garage                   | GT3 Gentlemen Trophy | Ferrari 430 Scuderia GT3       | 22  | Paul Lanchere                | 4         |
| Sport Garage                   | GT3 Gentlemen Trophy | Ferrari 430 Scuderia GT3       | 22  | Chris Dymond                 | 5         |
| Sport Garage                   | GT3 Gentlemen Trophy | Ferrari 430 Scuderia GT3       | 22  | Robert Hissom                | 5         |
| Sport Garage                   | GT3 Pro-Am           | Ferrari 430 Scuderia GT3       | 42  | Eric Cayrolle                | Wszystkie |
| Sport Garage                   | GT3 Pro-Am           | Ferrari 430 Scuderia GT3       | 42  | Michaël Petit                | Wszystkie |
| Sport Garage                   | GT3 Pro-Am           | Ferrari 430 Scuderia GT3       | 42  | Christophe Jouet             | 1–3, 5    |
| Sport Garage                   | GT3 Pro-Am           | Ferrari 430 Scuderia GT3       | 42  | Romain Brandela              | 3         |
| Blancpain Reiter               | GT3 Pro-Am           | Lamborghini Gallardo LP600 GT3 | 24  | Marc A. Hayek                | 1–3, 5    |
| Blancpain Reiter               | GT3 Pro-Am           | Lamborghini Gallardo LP600 GT3 | 24  | Peter Kox                    | 1–3, 5    |
| Blancpain Reiter               | GT3 Pro-Am           | Lamborghini Gallardo LP600 GT3 | 24  | Jos Menten                   | 3         |
| Blancpain Reiter               | GT3 Pro              | Lamborghini Gallardo LP600 GT3 | 25  | Albert von Thurn und Taxis   | 1–3       |
| Blancpain Reiter               | GT3 Pro              | Lamborghini Gallardo LP600 GT3 | 25  | Nikolaus Mayr-Melnhof        | 1–3       |
| Blancpain Reiter               | GT3 Pro              | Lamborghini Gallardo LP600 GT3 | 25  | Eugenio Amos                 | 1–3       |
| Delahaye Racing                | GT3 Pro-Am           | Chevrolet Corvette C6 Z06 GT3  | 26  | Jean-Luc Blanchemain         | 3         |
| Delahaye Racing                | GT3 Pro-Am           | Chevrolet Corvette C6 Z06 GT3  | 26  | Frédéric Bouvy               | 3         |
| Delahaye Racing                | GT3 Pro-Am           | Chevrolet Corvette C6 Z06 GT3  | 26  | Damien Coens                 | 3         |
| Delahaye Racing                | GT3 Pro-Am           | Chevrolet Corvette C6 Z06 GT3  | 26  | Christian Kelders            | 3         |
| Ruffier Racing                 | GT3 Gentlemen Trophy | Lamborghini Gallardo GT3       | 30  | Jacques Medard               | 1–2       |
| Ruffier Racing                 | GT3 Gentlemen Trophy | Lamborghini Gallardo GT3       | 30  | Gabriel Abergel              | 1–2       |
| Ruffier Racing                 | GT3 Gentlemen Trophy | Lamborghini Gallardo GT3       | 30  | Frédéric Da Rocha            | 4         |
| Ruffier Racing                 | GT3 Gentlemen Trophy | Lamborghini Gallardo GT3       | 30  | Patrice Lafargue             | 4         |
| Ruffier Racing                 | GT3 Gentlemen Trophy | Lamborghini Gallardo GT3       | 31  | Georges Cabannes             | 1–2, 4–5  |
| Ruffier Racing                 | GT3 Gentlemen Trophy | Lamborghini Gallardo GT3       | 31  | Grégory Guilvert             | 1, 4      |
| Ruffier Racing                 | GT3 Gentlemen Trophy | Lamborghini Gallardo GT3       | 31  | Fabien Michal                | 2, 4–5    |
| Ruffier Racing                 | GT3 Gentlemen Trophy | Lamborghini Gallardo GT3       | 31  | Gilles Vannelet              | 5         |
| WRT Belgian Audi Club          | GT3 Pro              | Audi R8 LMS                    | 32  | Bert Longin                  | Wszystkie |
| WRT Belgian Audi Club          | GT3 Pro              | Audi R8 LMS                    | 32  | Stéphane Ortelli             | Wszystkie |
| WRT Belgian Audi Club          | GT3 Pro              | Audi R8 LMS                    | 32  | Filipe Albuquerque           | Wszystkie |
| WRT Belgian Audi Club          | GT3 Pro              | Audi R8 LMS                    | 33  | Gregory Franchi              | Wszystkie |
| WRT Belgian Audi Club          | GT3 Pro              | Audi R8 LMS                    | 33  | Andrea Piccini               | 1–2, 4–5  |
| WRT Belgian Audi Club          | GT3 Pro              | Audi R8 LMS                    | 33  | Marcel Fässler               | 1–2, 4    |
| WRT Belgian Audi Club          | GT3 Pro              | Audi R8 LMS                    | 33  | Mattias Ekström              | 3         |
| WRT Belgian Audi Club          | GT3 Pro              | Audi R8 LMS                    | 33  | Timo Scheider                | 3         |
| WRT Belgian Audi Club          | GT3 Pro              | Audi R8 LMS                    | 33  | Christopher Mies             | 5         |
| JR Motorsports                 | GT3 Pro              | Nissan GT-R GT3                | 35  | Richard Westbrook            | 4–5       |
| JR Motorsports                 | GT3 Pro              | Nissan GT-R GT3                | 35  | David Brabham                | 4         |
| JR Motorsports                 | GT3 Pro              | Nissan GT-R GT3                | 35  | Nick Catsburg                | 5         |
| JR Motorsports                 | GT3 Pro              | Nissan GT-R GT3                | 35  | Peter Dumbreck               | 5         |
| Black Falcon                   | GT3 Pro              | Mercedes-Benz SLS AMG GT3      | 35  | Kenneth Heyer                | 3         |
| Black Falcon                   | GT3 Pro              | Mercedes-Benz SLS AMG GT3      | 35  | Thomas Jäger                 | 3         |
| Black Falcon                   | GT3 Pro              | Mercedes-Benz SLS AMG GT3      | 35  | Stéphane Lémeret             | 3         |
| Black Falcon                   | GT3 Pro-Am           | Mercedes-Benz SLS AMG GT3      | 38  | Bret Curtis                  | 3         |
| Black Falcon                   | GT3 Pro-Am           | Mercedes-Benz SLS AMG GT3      | 38  | Jeroen van den Heuvel        | 3         |
| Black Falcon                   | GT3 Pro-Am           | Mercedes-Benz SLS AMG GT3      | 38  | Peter Van der Kolk           | 3         |
| Black Falcon                   | GT3 Pro-Am           | Mercedes-Benz SLS AMG GT3      | 38  | Andrij Lebied                | 3         |
| Scuderia Vittoria              | GT3 Pro              | Ferrari 458 Italia GT3         | 38  | Giacomo Petrobelli           | 1–2, 4    |
| Scuderia Vittoria              | GT3 Pro              | Ferrari 458 Italia GT3         | 38  | Matteo Bobbi                 | 1–2, 4    |
| Scuderia Vittoria              | GT3 Pro              | Ferrari 458 Italia GT3         | 38  | Carlos Iaconelli             | 1–2, 4    |
| Marc VDS Racing Team           | GT3 Pro              | BMW Z4 GT3                     | 40  | Bas Leinders                 | 3–5       |
| Marc VDS Racing Team           | GT3 Pro              | BMW Z4 GT3                     | 40  | Maxime Martin                | 3–5       |
| Marc VDS Racing Team           | GT3 Pro              | BMW Z4 GT3                     | 40  | Marc Hennerici               | 3         |
| Marc VDS Racing Team           | GT3 Pro              | BMW Z4 GT3                     | 40  | Markus Palttala              | 4–5       |
| Marc VDS Racing Team           | GT3 Pro              | Ford GT GT3                    | 40  | Bas Leinders                 | 1–2       |
| Marc VDS Racing Team           | GT3 Pro              | Ford GT GT3                    | 40  | Markus Palttala              | 1–2       |
| Marc VDS Racing Team           | GT3 Pro              | Ford GT GT3                    | 40  | Maxime Martin                | 1–2       |
| Marc VDS Racing Team           | GT3 Pro              | Ford GT GT3                    | 41  | Markus Palttala              | 3         |
| Marc VDS Racing Team           | GT3 Pro              | Ford GT GT3                    | 41  | Jonathan Hirschi             | 3         |
| Marc VDS Racing Team           | GT3 Pro              | Ford GT GT3                    | 41  | Antoine Leclerc              | 3         |
| Marc VDS Racing Team           | GT3 Pro              | Alpina B6 GT3                  | 41  | Dylan Derdaele               | 5         |
| Marc VDS Racing Team           | GT3 Pro              | Alpina B6 GT3                  | 41  | Dino Lunardi                 | 5         |
| Marc VDS Racing Team           | GT3 Pro              | Alpina B6 GT3                  | 41  | Nikolaus Mayr-Melnhof        | 5         |
| Marc VDS Racing Team           | GT3 Pro-Am           | Ford Mustang FR500 GT3         | 92  | Eric Bachelart               | 3         |
| Marc VDS Racing Team           | GT3 Pro-Am           | Ford Mustang FR500 GT3         | 92  | Marc Duez                    | 3         |
| Marc VDS Racing Team           | GT3 Pro-Am           | Ford Mustang FR500 GT3         | 92  | Jean-Michel Martin           | 3         |
| Faster Racing by DB Motorsport | GT3 Pro-Am           | BMW Z4 GT3                     | 43  | Jeroen de Boer               | 2–3       |
| Faster Racing by DB Motorsport | GT3 Pro-Am           | BMW Z4 GT3                     | 43  | Simon Knap                   | 2–3       |
| Faster Racing by DB Motorsport | GT3 Pro-Am           | BMW Z4 GT3                     | 43  | David Hart                   | 3         |
| Faster Racing by DB Motorsport | GT3 Pro-Am           | BMW Z4 GT3                     | 44  | Archie Hamilton              | 3         |
| Faster Racing by DB Motorsport | GT3 Pro-Am           | BMW Z4 GT3                     | 44  | Harrie Kolen                 | 3         |
| Faster Racing by DB Motorsport | GT3 Pro-Am           | BMW Z4 GT3                     | 44  | Xavier Maassen               | 3         |
| Faster Racing by DB Motorsport | GT3 Pro-Am           | BMW Z4 GT3                     | 44  | Hoevert Vos                  | 3         |
| Gulf Racing                    | GT3 Pro-Am           | Lamborghini Gallardo GT3       | 45  | Fabien Giroix                | 2–5       |
| Gulf Racing                    | GT3 Pro-Am           | Lamborghini Gallardo GT3       | 45  | Andrea Barlesi               | 2–5       |
| Gulf Racing                    | GT3 Pro-Am           | Lamborghini Gallardo GT3       | 45  | Jean-Pierre Valentini        | 2         |
| Gulf Racing                    | GT3 Pro-Am           | Lamborghini Gallardo GT3       | 45  | Karim Al Azhari              | 3         |
| Gulf Racing                    | GT3 Pro-Am           | Lamborghini Gallardo GT3       | 45  | Frédéric Fatien              | 3–5       |
| Black Bull Swiss Racing        | GT3 Pro-Am           | Ferrari 430 Scuderia GT3       | 46  | Andrea Invernizzi            | 1         |
| Black Bull Swiss Racing        | GT3 Pro-Am           | Ferrari 430 Scuderia GT3       | 46  | Mirko Venturi                | 1         |
| Black Bull Swiss Racing        | GT3 Pro-Am           | Ferrari 430 Scuderia GT3       | 46  | Tommaso Maino                | 1         |
| AF Corse                       | GT3 Pro-Am           | Ferrari 458 Italia GT3         | 50  | Matt Griffin                 | Wszystkie |
| AF Corse                       | GT3 Pro-Am           | Ferrari 458 Italia GT3         | 50  | Jack Gerber                  | 1–4       |
| AF Corse                       | GT3 Pro-Am           | Ferrari 458 Italia GT3         | 50  | Niki Cadei                   | 3         |
| AF Corse                       | GT3 Pro-Am           | Ferrari 458 Italia GT3         | 50  | Marco Cioci                  | 3, 5      |
| AF Corse                       | GT3 Pro-Am           | Ferrari 458 Italia GT3         | 50  | Piergiuseppe Perazzini       | 5         |
| AF Corse                       | GT3 Pro-Am           | Ferrari 458 Italia GT3         | 51  | Jean-Marc Bachelier          | 3, 5      |
| AF Corse                       | GT3 Pro-Am           | Ferrari 458 Italia GT3         | 51  | Howard Blank                 | 3, 5      |
| AF Corse                       | GT3 Pro-Am           | Ferrari 458 Italia GT3         | 51  | Yannick Mallégol             | 3, 5      |
| AF Corse                       | GT3 Pro-Am           | Ferrari 458 Italia GT3         | 51  | Maurizio Basso               | 4         |
| AF Corse                       | GT3 Pro-Am           | Ferrari 458 Italia GT3         | 51  | Gino Forgione                | 4         |
| AF Corse                       | GT3 Pro-Am           | Ferrari 458 Italia GT3         | 51  | Massimiliano Mugelli         | 4         |
| Graff Racing                   | GT3 Pro-Am           | Mercedes-Benz SLS AMG GT3      | 54  | Eric Debard                  | 3         |
| Graff Racing                   | GT3 Pro-Am           | Mercedes-Benz SLS AMG GT3      | 54  | Grégoire Demoustier          | 3         |
| Graff Racing                   | GT3 Pro-Am           | Mercedes-Benz SLS AMG GT3      | 54  | Nicolas Lapierre             | 3         |
| Graff Racing                   | GT3 Pro-Am           | Mercedes-Benz SLS AMG GT3      | 54  | Olivier Panis                | 3         |
| Graff Racing                   | GT3 Pro-Am           | Mercedes-Benz SLS AMG GT3      | 55  | Philippe Haezebrouck         | 3         |
| Graff Racing                   | GT3 Pro-Am           | Mercedes-Benz SLS AMG GT3      | 55  | Mike Parisy                  | 3         |
| Graff Racing                   | GT3 Pro-Am           | Mercedes-Benz SLS AMG GT3      | 55  | Gilles Vannelet              | 3         |
| Graff Racing                   | GT3 Pro-Am           | Mercedes-Benz SLS AMG GT3      | 55  | Massimo Vignali              | 3         |
| RMS                            | GT3 Gentlemen Trophy | Porsche 997 GT3 Cup            | 56  | Marc Faggionato              | 3         |
| RMS                            | GT3 Gentlemen Trophy | Porsche 997 GT3 Cup            | 56  | Thierry Prignaud             | 3         |
| RMS                            | GT3 Gentlemen Trophy | Porsche 997 GT3 Cup            | 56  | Franck Racinet               | 3         |
| RMS                            | GT3 Gentlemen Trophy | Porsche 997 GT3 Cup            | 56  | Thierry Stépec               | 3         |
| RMS                            | GT3 Gentlemen Trophy | Porsche 997 GT3 Cup            | 57  | Olivier Baron                | 3         |
| RMS                            | GT3 Gentlemen Trophy | Porsche 997 GT3 Cup            | 57  | Richard Feller               | 3         |
| RMS                            | GT3 Gentlemen Trophy | Porsche 997 GT3 Cup            | 57  | Manuel Nicolaïdis            | 3         |
| RMS                            | GT3 Gentlemen Trophy | Porsche 997 GT3 Cup            | 57  | Fabio Spirgi                 | 3         |
| McLaren GT                     | GT3 Pro              | McLaren MP4-12C GT3            | 58  | Robert Bell                  | 3         |
| McLaren GT                     | GT3 Pro              | McLaren MP4-12C GT3            | 58  | Chris Goodwin                | 3         |
| McLaren GT                     | GT3 Pro              | McLaren MP4-12C GT3            | 58  | Tim Mullen                   | 3         |
| McLaren GT                     | GT3 Pro              | McLaren MP4-12C GT3            | 59  | Andrew Kirkaldy              | 3–4       |
| McLaren GT                     | GT3 Pro              | McLaren MP4-12C GT3            | 59  | Álvaro Parente               | 3–5       |
| McLaren GT                     | GT3 Pro              | McLaren MP4-12C GT3            | 59  | Oliver Turvey                | 3–5       |
| McLaren GT                     | GT3 Pro              | McLaren MP4-12C GT3            | 59  | Danny Watts                  | 5         |
| McLaren GT                     | GT3 Pro-Am           | McLaren MP4-12C GT3            | 60  | Adam Christodoulou           | 3–5       |
| McLaren GT                     | GT3 Pro-Am           | McLaren MP4-12C GT3            | 60  | Phil Quaife                  | 3, 5      |
| McLaren GT                     | GT3 Pro-Am           | McLaren MP4-12C GT3            | 60  | Glynn Geddie                 | 3         |
| McLaren GT                     | GT3 Pro-Am           | McLaren MP4-12C GT3            | 60  | Roger Wills                  | 3         |
| McLaren GT                     | GT3 Pro-Am           | McLaren MP4-12C GT3            | 60  | Klaas Hummel                 | 4–5       |
| McLaren GT                     | GT3 Pro-Am           | McLaren MP4-12C GT3            | 60  | Pierre Kaffer                | 4         |
| Lotus Driving Academy          | GT4                  | Lotus Evora GT4                | 61  | Stefan Landmann              | 1         |
| Lotus Driving Academy          | GT4                  | Lotus Evora GT4                | 61  | Csaba Walter                 | 1         |
| Lotus Driving Academy          | GT4                  | Lotus Evora GT4                | 61  | Florian Aichinger            | 1         |
| Lotus Driving Academy          | GT4                  | Lotus Evora GT4                | 61  | Lorenz Frey                  | 2, 4      |
| Lotus Driving Academy          | GT4                  | Lotus Evora GT4                | 61  | Rolf Maritz                  | 2, 4      |
| Lotus Driving Academy          | GT4                  | Lotus Evora GT4                | 61  | Fredy Barth                  | 2, 4      |
| Lotus Driving Academy          | GT4                  | Lotus Evora GT4                | 62  | Andrina Gugger               | 4         |
| Lotus Driving Academy          | GT4                  | Lotus Evora GT4                | 62  | Matthias Gamauf              | 4         |
| RJN Motorsport                 | GT4                  | Nissan 370Z GT4                | 63  | Alex Buncombe                | Wszystkie |
| RJN Motorsport                 | GT4                  | Nissan 370Z GT4                | 63  | Jordan Tresson               | Wszystkie |
| RJN Motorsport                 | GT4                  | Nissan 370Z GT4                | 63  | Christopher Ward             | Wszystkie |
| AutoVitesse                    | GT3 Pro-Am           | Lamborghini Gallardo LP600 GT3 | 64  | Julien Piguet                | 4         |
| AutoVitesse                    | GT3 Pro-Am           | Lamborghini Gallardo LP600 GT3 | 64  | Cédric Leimer                | 4         |
| Gentle Swiss Racing            | GT4                  | Aston Martin V8 Vantage GT4    | 64  | Lorenz Frey                  | 1         |
| Gentle Swiss Racing            | GT4                  | Aston Martin V8 Vantage GT4    | 64  | Rolf Maritz                  | 1         |
| Gentle Swiss Racing            | GT4                  | Aston Martin V8 Vantage GT4    | 64  | Fredy Barth                  | 1         |
| Gentle Swiss Racing            | GT4                  | Maserati GranTurismo MC        | 65  | Andrina Gugger               | 1–2       |
| Gentle Swiss Racing            | GT4                  | Maserati GranTurismo MC        | 65  | Devis Schwägli               | 1–2       |
| Lotus Italia Scuderia Giudici  | GT4                  | Lotus Evora GT4                | 70  | Edoardo Piscopo              | Wszystkie |
| Lotus Italia Scuderia Giudici  | GT4                  | Lotus Evora GT4                | 70  | Leo Mansell                  | Wszystkie |
| Lotus Italia Scuderia Giudici  | GT4                  | Lotus Evora GT4                | 70  | Greg Mansell                 | Wszystkie |
| Lotus Italia Scuderia Giudici  | GT4                  | Lotus Evora GT4                | 70  | Gianni Giudici               | 3         |
| Prospeed Competition           | GT3 Pro-Am           | Porsche 997 GT3-R              | 74  | Nicolas de Crem              | 3         |
| Prospeed Competition           | GT3 Pro-Am           | Porsche 997 GT3-R              | 74  | Bryce Miller                 | 3         |
| Prospeed Competition           | GT3 Pro-Am           | Porsche 997 GT3-R              | 74  | Ludovic Sougnez              | 3         |
| Prospeed Competition           | GT3 Pro-Am           | Porsche 997 GT3-R              | 74  | Paul van Splunteren          | 3         |
| Prospeed Competition           | GT3 Pro              | Porsche 997 GT3-R              | 75  | Marc Goossens                | 3         |
| Prospeed Competition           | GT3 Pro              | Porsche 997 GT3-R              | 75  | Jan Heylen                   | 3         |
| Prospeed Competition           | GT3 Pro              | Porsche 997 GT3-R              | 75  | Maxime Soulet                | 3         |
| Need for Speed Team Schubert   | GT3 Pro              | BMW Z4 GT3                     | 76  | Claudia Hürtgen              | 3         |
| Need for Speed Team Schubert   | GT3 Pro              | BMW Z4 GT3                     | 76  | Edward Sandström             | 3         |
| Need for Speed Team Schubert   | GT3 Pro              | BMW Z4 GT3                     | 76  | Dirk Werner                  | 3         |
| Ecurie Ecosse                  | GT3 Pro-Am           | Aston Martin DBRS9             | 79  | Oliver Bryant                | 3         |
| Ecurie Ecosse                  | GT3 Pro-Am           | Aston Martin DBRS9             | 79  | Alasdair McCaig              | 3         |
| Ecurie Ecosse                  | GT3 Pro-Am           | Aston Martin DBRS9             | 79  | Andrew Smith                 | 3         |
| Ecurie Ecosse                  | GT3 Pro-Am           | Aston Martin DBRS9             | 79  | Joe Twyman                   | 3         |
| SMG                            | GT3 Pro-Am           | Porsche 997 GT3-R              | 80  | Eric Clément                 | 4         |
| SMG                            | GT3 Pro-Am           | Porsche 997 GT3-R              | 80  | Philippe Gache               | 4         |
| Exagon Engineering             | GT3 Pro-Am           | Porsche 997 GT3-R              | 81  | Daniel Desbruères            | 4         |
| Exagon Engineering             | GT3 Pro-Am           | Porsche 997 GT3-R              | 81  | Christian Kelders            | 4         |
| GCR                            | GT3 Gentlemen Trophy | Dodge Viper GT3                | 82  | Guy Clairay                  | 3         |
| GCR                            | GT3 Gentlemen Trophy | Dodge Viper GT3                | 82  | Jean-Marc Merlin             | 3         |
| GCR                            | GT3 Gentlemen Trophy | Dodge Viper GT3                | 82  | Dominique Nury               | 3         |
| GCR                            | GT3 Gentlemen Trophy | Dodge Viper GT3                | 82  | Bernard Salam                | 3         |
| VDS Racing Adventures          | GT3 Gentlemen Trophy | Ford Mustang FR500 GT3         | 85  | Benjamin Bailly              | 3         |
| VDS Racing Adventures          | GT3 Gentlemen Trophy | Ford Mustang FR500 GT3         | 85  | José Close                   | 3         |
| VDS Racing Adventures          | GT3 Gentlemen Trophy | Ford Mustang FR500 GT3         | 85  | Julien Schroyen              | 3         |
| VDS Racing Adventures          | GT3 Gentlemen Trophy | Ford Mustang FR500 GT3         | 85  | Raphaël van der Straten      | 3         |
| Team Preci Spark               | GT3 Pro-Am           | Mercedes-Benz SLS AMG GT3      | 90  | David Jones                  | 3, 5      |
| Team Preci Spark               | GT3 Pro-Am           | Mercedes-Benz SLS AMG GT3      | 90  | Godfrey Jones                | 3, 5      |
| Team Preci Spark               | GT3 Pro-Am           | Mercedes-Benz SLS AMG GT3      | 90  | Mike Jordan                  | 3         |
| Audi Sport Phoenix Racing      | GT3 Pro              | Audi R8 LMS                    | 98  | Marcel Fässler               | 3         |
| Audi Sport Phoenix Racing      | GT3 Pro              | Audi R8 LMS                    | 98  | Andrea Piccini               | 3         |
| Audi Sport Phoenix Racing      | GT3 Pro              | Audi R8 LMS                    | 98  | Mike Rockenfeller            | 3         |
| Audi Sport Phoenix Racing      | GT3 Pro              | Audi R8 LMS                    | 99  | Marc Basseng                 | 3         |
| Audi Sport Phoenix Racing      | GT3 Pro              | Audi R8 LMS                    | 99  | Christopher Haase            | 3         |
| Audi Sport Phoenix Racing      | GT3 Pro              | Audi R8 LMS                    | 99  | Frank Stippler               | 3         |
| DVB Racing                     | GT4                  | BMW M3 GT4                     | 100 | Wolfgang Haugg               | 3         |
| DVB Racing                     | GT4                  | BMW M3 GT4                     | 100 | Christophe Legrand           | 3         |
| DVB Racing                     | GT4                  | BMW M3 GT4                     | 100 | Giuseppe de Pasquale         | 3–5       |
| DVB Racing                     | GT4                  | BMW M3 GT4                     | 100 | Raffaele Sangiuolo           | 3–5       |
| Speedlover                     | GT4                  | Aston Martin V8 Vantage GT4    | 103 | Peter van Audenhove          | 3         |
| Speedlover                     | GT4                  | Aston Martin V8 Vantage GT4    | 103 | Christoff Bigourie           | 3         |
| Speedlover                     | GT4                  | Aston Martin V8 Vantage GT4    | 103 | Sven van Laere               | 3         |
| Speedlover                     | GT4                  | Aston Martin V8 Vantage GT4    | 103 | René Marin                   | 3         |
| Speedlover                     | GT3 Gentlemen Trophy | Porsche 997 GT3 Cup            | 104 | Michel de Coster             | 3         |
| Speedlover                     | GT3 Gentlemen Trophy | Porsche 997 GT3 Cup            | 104 | Tom Langeberg                | 3         |
| Speedlover                     | GT3 Gentlemen Trophy | Porsche 997 GT3 Cup            | 104 | Rik Renmans                  | 3         |
| Speedlover                     | GT3 Gentlemen Trophy | Porsche 997 GT3 Cup            | 104 | Oskar Slingerland            | 3         |
| Signa Motorsport               | GT3 Gentlemen Trophy | Dodge Viper GT3                | 116 | Patrick Chaillet             | 3         |
| Signa Motorsport               | GT3 Gentlemen Trophy | Dodge Viper GT3                | 116 | Benoit Galand                | 3         |
| Signa Motorsport               | GT3 Gentlemen Trophy | Dodge Viper GT3                | 116 | Christophe Geoffroy          | 3         |
| Signa Motorsport               | GT3 Gentlemen Trophy | Dodge Viper GT3                | 116 | Thierry de Latre du Bosqueau | 3         |
| Mühlner Motorsport             | GT3 Pro-Am           | Porsche 997 GT3-R              | 123 | Armand Fumal                 | 3         |
| Mühlner Motorsport             | GT3 Pro-Am           | Porsche 997 GT3-R              | 123 | Christian Lefort             | 3         |
| Mühlner Motorsport             | GT3 Pro-Am           | Porsche 997 GT3-R              | 123 | Carl Rosenblad               | 3         |
| Mühlner Motorsport             | GT3 Pro-Am           | Porsche 997 GT3-R              | 123 | Jérôme Thiry                 | 3         |
| Mühlner Motorsport             | GT3 Pro-Am           | Porsche 997 GT3-R              | 124 | Sebastian Asch               | 3         |
| Mühlner Motorsport             | GT3 Pro-Am           | Porsche 997 GT3-R              | 124 | Tim Bergmeister              | 3         |
| Mühlner Motorsport             | GT3 Pro-Am           | Porsche 997 GT3-R              | 124 | Jochen Krumbach              | 3         |
| Mühlner Motorsport             | GT3 Pro-Am           | Porsche 997 GT3-R              | 124 | Martin Rich                  | 3         |
| Freeman Gepa 161               | GT3 Gentlemen Trophy | Porsche 997 GT3 Cup            | 161 | Patrick Geladé               | 3         |
| Freeman Gepa 161               | GT3 Gentlemen Trophy | Porsche 997 GT3 Cup            | 161 | Didier Grandjean             | 3         |
| Freeman Gepa 161               | GT3 Gentlemen Trophy | Porsche 997 GT3 Cup            | 161 | Pascal Muller                | 3         |
| Freeman Gepa 161               | GT3 Gentlemen Trophy | Porsche 997 GT3 Cup            | 161 | Dominique Sandona            | 3         |
| Haribo Team Manthey            | GT3 Pro-Am           | Porsche 997 GT3-R              | 888 | Christian Menzel             | 3         |
| Haribo Team Manthey            | GT3 Pro-Am           | Porsche 997 GT3-R              | 888 | Hans Guido Riegel            | 3         |
| Haribo Team Manthey            | GT3 Pro-Am           | Porsche 997 GT3-R              | 888 | Mike Stursberg               | 3         |
| Haribo Team Manthey            | GT3 Pro-Am           | Porsche 997 GT3-R              | 888 | Richard Westbrook            | 3         |

## Kalendarz wyścigów
| Runda | Tor                      | Data           | Zwycięzcy (GT3 Pro Cup)                        | Zwycięzcy (GT3 Pro-Am Cup)                                       | Zwycięzcy (GT3 Citation Cup)                                       | Zwycięzcy (GT4 Cup)                           |
| ----- | ------------------------ | -------------- | ---------------------------------------------- | ---------------------------------------------------------------- | ------------------------------------------------------------------ | --------------------------------------------- |
| 1     | Monza                    | 17 kwietnia    | AutOrlando Sport                               | Blancpain Reiter                                                 | Ruffier Racing                                                     | Lotus Italia Scuderia Giudici                 |
| 1     | Monza                    | 17 kwietnia    | Gianluca Roda Raffaele Giammaria Paolo Ruberti | Peter Kox Marc Hayek                                             | Georges Cabannes Grégory Guilvert                                  | Edoardo Piscopo Greg Mansell Leo Mansell      |
| 2     | Navarra                  | 22 maja        | ¿ Vita4One                                     | SOFREV Auto Sport Promotion                                      | Ruffier Racing                                                     | Lotus Driving Academy                         |
| 2     | Navarra                  | 22 maja        | Frank Kechele Nico Verdonck Michael Bartels    | Franck Morel Jean-Luc Beaubelique Ludovic Badey                  | Georges Cabannes Fabien Michal                                     | Lorenz Frey Rolf Maritz Fredy Barth           |
| 3     | Spa-Francorchamps Wyniki | 30 lipca       | Audi Sport Team WRT                            | SOFREV Auto Sport Promotion                                      | Level Racing                                                       | RJN Motorsport                                |
| 3     | Spa-Francorchamps Wyniki | 30 lipca       | Gregory Franchi Timo Scheider Mattias Ekström  | Franck Morel Jean-Luc Beaubélique Ludovic Badey Guillaume Moreau | Philippe Broodcoren Christoff Corten Kurt Dujardin Mathijs Herkema | Jordan Tresson Christopher Ward Alex Buncombe |
| 4     | Magny-Cours              | 27 sierpnia    | Marc VDS Racing Team                           | Vita4One                                                         | Ruffier Racing                                                     | RJN Motorsport                                |
| 4     | Magny-Cours              | 27 sierpnia    | Bas Leinders Maxime Martin Markus Palttala     | Niek Hommerson Louis Machiels Paul van Splunteren                | Georges Cabannes Fabien Michal Grégory Guilvert                    | Jordan Tresson Christopher Ward Alex Buncombe |
| 5     | Silverstone              | 9 października | Marc VDS Racing Team                           | Vita4One                                                         | Comole Racing                                                      | Lotus Italia Scuderia Giudici                 |
| 5     | Silverstone              | 9 października | Bas Leinders Maxime Martin Markus Palttala     | Niek Hommerson Louis Machiels Michael Bartels                    | Lionel Comole Robert Hissom Chris Dymond                           | Edoardo Piscopo Greg Mansell Leo Mansell      |